# Lettera a una ragazza in Turchia
Lettera a una ragazza in Turchia è un romanzo di Antonia Arslan pubblicato da Rizzoli nel 2016.

## Trama
Il romanzo è scritto sotto forma di racconto indirizzato ad una ragazza turca, la quale è frutto dell'immaginazione della scrittrice. Il libro narra varie storie indirizzate alla ragazza; prima, però, la professoressa le infonde coraggio perché sappia farsi valere anche se donna. La prima storia riguarda una bambina armena abbandonata dalla madre in un orfanotrofio a causa della povertà. La madre, dopo una lunga fuga, preferisce alla giovane il fratello minore, che, essendo un maschio, ritiene più importante. Dopo due anni di monotonia passati nel severo e triste orfanotrofio in compagnia di un centinaio di ragazze tormentate dai ricordi, finalmente torna a casa a causa di una polmonite grave che costringe la madre a tornare a prenderla. La ragazzina, però, guarisce, e crescendo cerca sempre di più di diventare indipendente per poter coronare il suo sogno, trasferirsi in America.
La storia successiva narra di un ragazzo che, durante il suo penultimo giorno di permanenza in un ospedale, intravede una donna bellissima, destinata a diventare sua moglie. Tempo dopo i due giovani si incontrano di nuovo, e, dopo essere riusciti a scambiare qualche parola, decidono di sposarsi, con la sorpresa di tutti i partecipanti al banchetto cui si trovano. I genitori di lei acconsentono, i due si sposano e vanno a vivere nel paese di origine del giovane. Quando la ragazza rimane incinta per la prima volta, i due sono molto felici, ma lei è spaventata dal parto poiché ha paura che qualcosa possa andare storto. Questo non accade e i due vivono felici. Quando lei resta nuovamente incinta, non ha più paura perché si sente ormai una veterana, ma questa volta il parto la coglie impreparata e lei muore insieme al figlio che porta in grembo.
La terza e ultima storia racconta di Noemi, una ragazza che sposa il giovane medico Levon. È il 1914 e la guerra scoppiata in Europa è considerata lontana dai due, tanto che lui le assicura che loro non entreranno in guerra. Ma purtroppo non è così, e mentre Levon viene arruolato come medico nell'esercito, Noemi si ritrova sola, mentre i suoi amici vengono uccisi o fuggono dalla Turchia perché sono perseguitati in quanto armeni. Sola, bella e provocante nei suoi abiti occidentali, viene avvicinata dal collega di suo marito Ali Sahib, in seguito conosciuto come babykiller per come riuscirà a sbarazzarsi di molti bambini armeni che finivano in ospedale. Lei lo rifiuta, e, mentre i suoi figli riescono a scappare grazie al fratello di lei, resta nella scuola in cui insegnava senza mangiare né bere, in attesa della morte. Non si lamenta, infatti, quando la vengono a prendere, e nemmeno quando la gettano in mare lasciandola affogare. Sua figlia, a quindici anni, morirà di tubercolosi, e l'unico membro della famiglia che riuscirà a salvarsi sarà il figlio Cael.

## Edizioni
- Antonia Arslan, Lettera a una ragazza in Turchia, Milano, Rizzoli, 2016, ISBN  978-88-17-08999-9.